# 메리 스틴버건
메리 스틴버전(Mary Steenburgen, 영어 발음: /ˈstiːnbɜːrdʒən/, 1953년 2월 8일 ~ )은 미국의 배우, 희극인, 가수, 작곡가이다. 조너선 데미의 《멜빈과 하워드》(1980)로 1981년 제53회 아카데미 여우조연상과 제38회 골든 글로브 여우조연상을 수상했다.

## 출연 작품

### 영화
- 바람둥이 길들이기 (1978)
- 미래의 추적자 (1979)
- 멜빈과 하워드 (1980)
- 래그타임 (1981)
- 한여름 밤의 섹스 코미디 (1982)
- 크로스 크리크 (1983)
- 기적의 크리스마스 (1985, One Magic Christmas)
- 겨울 장미 (1987)
- 8월의 고래 (1987)
- 우리 아빠 야호 (1989)
- 백 투 더 퓨처 3 (1990)
- 사랑의 기쁨 (1991)
- 길버트 그레이프 (1993)
- 필라델피아 (1993)
- 해피 투어 (1994)
- 파우더 (1995)
- 닉슨 (1995)
- 트럼펫을 부는 백조 (2001) - 목소리
- 라이프 애즈 어 하우스 (2001)
- 아이 엠 샘 (2001)
- 사랑의 캔버스 (2003)
- 엘프 (2003)
- 데드 걸 (2006)
- 인랜드 엠파이어 (2006)
- 브레이브 원 (2007)
- 스텝 브라더스 (2008)
- 4번의 크리스마스 (2008)
- 일렉트릭 미스트 (2009)
- 프로포즈 (2009)
- 들어는 봤니? 모건 부부 (2009)
- 헬프 (2011)
- 라스트베가스 (2013)
- 가구야 공주 이야기 (2013) - 영어 더빙
- 송 원 (2014)
- 나를 부르는 숲 (2015)
- 디스커버리 (2017)
- 북클럽 (2018)
- 크리스마스에는 행복이 (2020)
- 나이트메어 앨리 (2021)
- 북 클럽: 넥스트 챕터 (2023)

### 텔레비전
- 프레이저 (1995)
- 커브 유어 엔수지애즘 (2000-17)
- 로앤오더: 성범죄 전담반 (2002)
- 조안 오브 아카디아 (2003-05)
- 베커 (2004)
- 로봇 치킨 (2011) - 목소리
- 30 ROCK (2012)
- 저스티파이드 (2014-15)
- 오렌지 이즈 더 뉴 블랙 (2015-17)
- 라스트 맨 온 어스 (2015-18)
- 조이의 특별한 플레이리스트 (2020-21)
- 굿 플레이스 (2020)
- 그레이스 앤 프랭키 (2020)